# Церква Святого Апостола Луки (Нестерівці)
Церква Святого Апостола Луки в Нестерівцях — парафія і храм греко-католицької громади Озернянського деканату Тернопільсько-Зборівської архієпархії Української греко-католицької церкви в селі Нестерівці Тернопільського району Тернопільської области.

## Історія церкви
Парафія і храм були засновані у 1795 році. Жертводавцем виступив Лука Комарніцький.
Парафія і храм належали УГКЦ з 1795 до 1946 року, а з 1990 року знову перебувають у її лоні.
У 2009 році єпископську візитацію парафії здійснив владика Василій Семенюк.
Парафія і храм мають статус відпустового місця.
При парафії діють Марійська та Вівтарна дружини.

## Парохи
- о. О. Кобель (1990—1991),
- о. І. Марщівський (з 1991).